# Gilbert Portanier
Gilbert Portanier, né le 28 septembre 1926 à Cannes et mort le 15 août 2023 à Vallauris, est un céramiste français. 
Il fait partie de ceux qui ont contribué au renouveau de la céramique française des années 1950 à Vallauris.

## La vie et l'œuvre

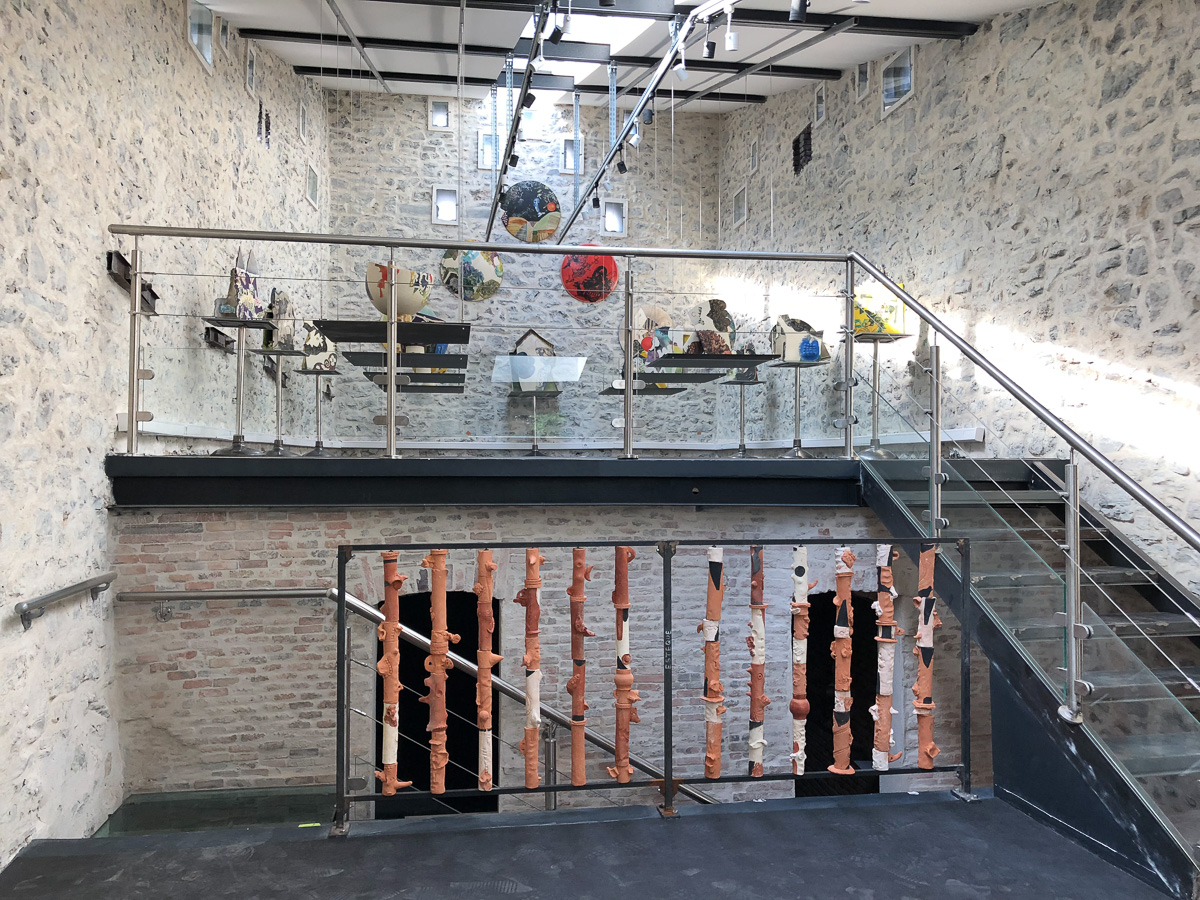

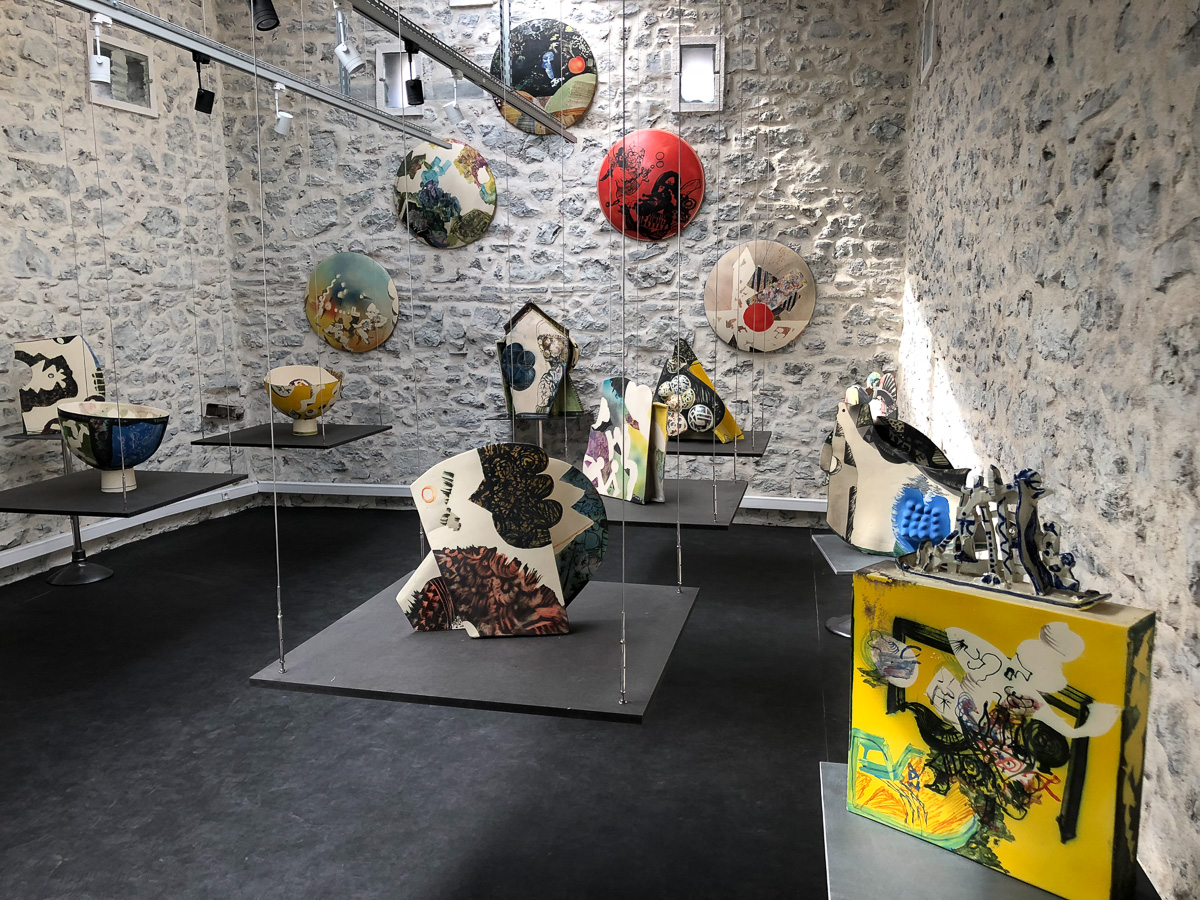

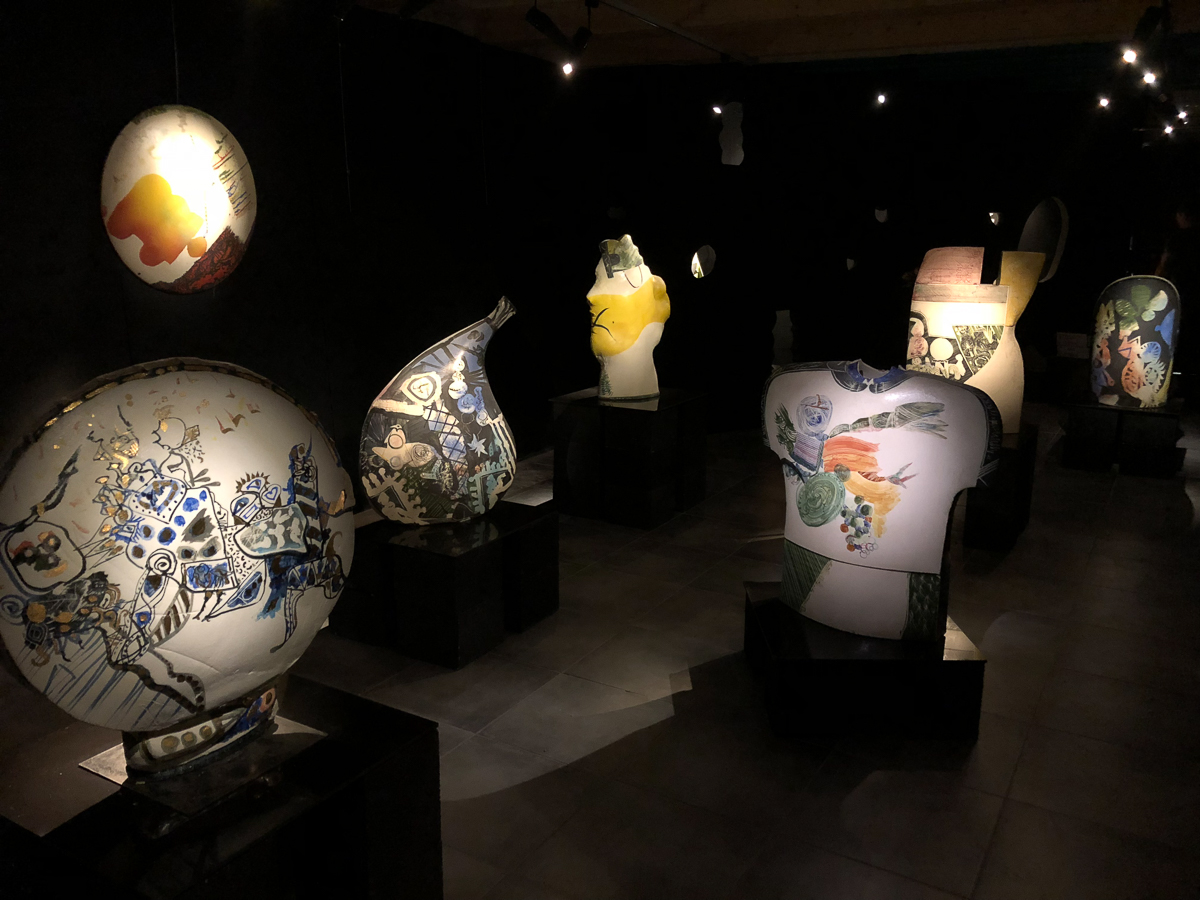

Gilbert Portanier fait des études secondaires sur la côte d’Azur. Vers l'âge de 17 ans, il sent naître en lui le goût des arts. En 1945, il part pour Paris étudier l’architecture à l’ENSBA. Il se tourne rapidement vers la peinture et le dessin qu’il étudiera bientôt en autodidacte.
En 1948, après un séjour à Bruxelles, il retourne vers la côte d’Azur où, lors d’une visite à Vallauris, il découvre l’univers de la céramique et rencontre Picasso. En 1949, il crée, avec ses amis Albert Diato et Francine Del Pierre, un petit atelier, qu’ils appellent « Le Triptyque », où ils commencent ensemble l’apprentissage autodidacte de la céramique. 
En 1954, il s’installe dans une poterie traditionnelle où il va disposer de vastes ateliers, trouve un lieu mythique de la céramique où toutes les possibilités d’un art encore vierge s’offrent à lui. Il apprend les multiples techniques qui s’y rattachent et crée son propre langage figuratif, abstrait, suggestif, matérialisé par un graphisme polyvalent d’une grande liberté. Sa palette de couleurs trahit par sa richesse et par son intensité la sensibilité du peintre. Pour Portanier, la céramique est une façon de traduire les sentiments, les émotions, les plaisirs de la vie. C’est un coloriste et un connaisseur de l’émail, tout comme un virtuose du dessin.
En 2018, création de la Fondation Gilbert Portanier situé 8 Chemin des Potiers à Vallauris.

### La production pour Rosenthal
Dès 1964, Gilbert Portanier est en relation avec le porcelainier allemand Rosenthal, pour qui il créera bientôt des modèles très originaux (où l’on retrouve sa marque) qui connaîtront un grand succès international. De 1966 à 2009, il expose régulièrement dans les Rosenthal Studio-Häuser de Hambourg, Bochum, Dortmund, Cologne, Mannheim, Stuttgart, Paris, Milan, Genève, Amsterdam...

### L'évolution d'un style
Dès les années 1950, Gilbert Portanier exploite le jeu de la matité et de la brillance par opposition d’un émail mat, sur lequel il pose son décor, et d’émaux brillants de couleurs.
Dans les années 1980, il abandonne l’émail blanc et approfondit le travail des oxydes en les posant librement sur une pâte blanche qui les met en valeur.
Aujourd'hui, Gilbert Portanier est toujours dans cette même poterie centenaire du centre de Vallauris où il travaille avec les mêmes passion et enthousiasme.

### Décès
Gilbert Portanier meurt à son domicile le 15 août 2023 à l'âge de 96 ans.

### Quelques prix et distinctions
- 1966 : 
  - Médaille d’or de l'Exposition internationale de céramique, Bruxelles
  - Grand Prix de la Biennale internationale de céramique, Faenza. (En 1966, les lauréats du Premio Faenza - Grand Prix - étaient Wilhelm et Elly Kuch! Pas clair...)
  - Médaille d’or de la Foire de Munich
- 1982 : Grand Prix de la Biennale international de céramique, Vallauris
- 2013 : Chevalier de l'Ordre des Arts et des Lettres

## Quelques expositions marquantes
- 1954 : Museum für Kunst und Gewerbe, Hambourg
- 1963 : Kunstgewerbe Museum (aujourd’hui Museum für Angewandte Kunst), Cologne
- 1964 : 
  - Museum am Ostwall, Dortmund
  - Karl Ernst Osthaus Museum, Hagen
- 1985 : Rétrospective au Museum für Kunst und Gewerbe, Hambourg
- 1998 : Rétrospective au Musée national de céramique, Sèvres
- 1999 : 
  - Rétrospective au Musée d’art moderne, Troyes
  - Rétrospective au Musée municipal de la céramique et d’art moderne, Vallauris
- 2006 : 
  - Chapelle de la Miséricorde, Vallauris
  - Peter Siemssen Stiftung, Ratzbek (Lübeck)
  - Porzellan Museum, Selb
- 2009 : 
  - Keramion Stiftung, Frechen (Cologne)
  - Peter Siemssen Stiftung, Ratzbek (Lübeck)
- 2021 : Fraeylema Schlochteren Pays-Bas

## Note
1. ↑  Notice d'autorité personne du catalogue général de la BNF.
2. ↑  État civil sur le fichier des personnes décédées en France depuis 1970
3. ↑  « Deuils - Gilbert Portanier », sur Carnet du jour du Figaro, 23 août 2023 (consulté le 23 août 2023)